# Юй Сун
Юй Сун (кит. упр. 于 颂; 6 августа 1986, Циндао) — китайская дзюдоистка, представительница тяжёлой весовой категории. Бронзовая призёрка летних Олимпийских игр в Рио-де-Жанейро, чемпионка мира в личном зачёте, чемпионка Азии, обладательница серебряной медали Универсиады в Шэньчжэне в командной дисциплине, победительница и призёрка многих соревнований национального и международного значения.

## Биография
Юй Сун родилась 6 августа 1986 года в городе Циндао провинции Шаньдун. Проходила подготовку в местной провинциальной команде по дзюдо, позже была подопечной известного тренера Чэн Чжишаня, который на тот момент возглавлял сборную Китая.
Впервые заявила о себе в 2004 году, выиграв бронзовую медаль на молодёжном чемпионате Азии в Дохе. Первого серьёзного успеха на взрослом международном уровне добилась в сезоне 2005 года, когда вошла в основной состав китайской национальной сборной и побывала на чемпионате Азии в Ташкенте, откуда привезла награды серебряного и бронзового достоинства, выигранные в тяжёлой и абсолютной весовых категориях соответственно — уступила здесь только титулованной японке Мике Сугимото. Год спустя дебютировала в зачёте Кубка мира, в частности получила бронзу на этапах в Риме и Бирмингеме.
В период 2008—2013 годов Юй выступала сравнительно редко, появляясь на крупных международных соревнованиях по два-три раза за сезоне. В командном зачёте стала серебряной призёркой домашней летней Универсиады 2011 года в Шэньчжэне. В 2015 году в тяжёлом весе одержала победу на чемпионате Азии в Кувейте и на чемпионате мира в Астане, уверенно разобравшись со всеми своими соперницами, в том числе в финале мирового первенства взяла верх над японкой Мэгуми Татимото.
Благодаря череде удачных выступлений Юй Сун удостоилась права защищать честь страны на летних Олимпийских играх 2016 года в Рио-де-Жанейро. Легко выиграла два первых поединка, но на стадии полуфиналов потерпела поражение от представительницы Франции Эмили Андеоль, которая в итоге стала победительницей этих Игр. В утешительной встрече за третье место взяла верх над кореянкой Ким Мин Юн и завоевала тем самым бронзовую олимпийскую медаль.
Замужем за Чжаном Маохоном.